# The Gold Experience
The Gold Experience (en español: La Experiencia de Oro) es el decimoséptimo disco que Prince editó el 26 de septiembre de 1995 junto a su agrupación New Power Generation (NPG).
Como la mayoría de los discos de Prince, The Gold Experience fue grabado en sus propios estudios, Paisley Park Studios.

## Lista de temas
1. «P Control» (originalmente «Pussy Control»)
2. «Endorphinmachine»
3. «Shhh»
4. «We March»
5. «The Most Beautiful Girl in the World»
6. «Dolphin»
7. «Now»
8. «319»
9. «Shy»
10. «Billy Jack Bitch»
11. «I Hate U»
12. «Gold»

## Músicos
Michael Bland, Sonny T., Tommy Barbarella, Mr. Hayes y la que por entonces era su amiga, Mayte García. Los NPG Horns son Michael B. Nelson, Kathy y Dave Jensen, Brian Gallagher y Steve Strand. En algunos temas los sintetizadores son de Rick P., quien fuera miembro de The Revolution, una de las bandas que acompañó al músico de Mineápolis. Prince tiene a su cargo las voces, la mayoría de las guitarras y teclados, letra/música y arreglos de todo el disco.